# Голосіївський ліс
Голосі́ївський ліс — лісовий масив, розташований у південній частині міста Києва, у Голосіївському районі, у місцевості Голосіїв. Парк-пам'ятка садово-паркового мистецтва загальнодержавного значення з 1972 року.

## Історія
Голосіївський ліс — це лісовий масив переважно природного походження. Його збереженню сприяло те, що він (не пізніше 1541 року) належав Києво-Печерській лаврі і тому мав певний «заповідний» статус, і був порівняно малозабудованим.
У 1631 році тоді ще архімандрит Києво-Печерської лаври, а пізніше — митрополит Петро Могила збудував у цьому монастирському володінні церкву на ім'я святого великомученика Йоана Сучавського, який походив із рідної йому Молдавії, а також дім для себе, заклав сад та серед лісу монастир — «Голосіївська пустинь».
Під час першої світової та громадянської війн Голосіївський ліс зазнав великої шкоди: вікові дуби було вирубано на 2 км навкруги Деміївки. Зі встановленням радянської влади монастирські володіння було націоналізовано, і територія лісу почала забудовуватись.
У 1925–1932 роках на гребені пагорба, що заходить углиб Голосіївського лісу з північного боку, був збудований комплекс Всеукраїнської сільськогосподарської академії (тепер — Національний університет біоресурсів і природокористування України) із шести будівель у стилі українського необароко (автор — Дмитро Дяченко). Споруди Голосіївської пустині, сформованої протягом трьох століть, використовувались як господарчі, у 1950–1960 роках їх було розібрано, як такі, що не мають художньої цінності. У 1990–2000 роки Голосіївську пустинь було відновлено і відбудовано.
Під час Другої світової війни по території Голосіївського лісу, зокрема, неподалік комплексу сільськогосподарської академії, проходила лінія оборони Києва. У серпні 1941 року німецькі війська пройшли село Хотів, хутір Феофанію і підступили до села Мишоловка та Голосіївського лісу. Регулярні війська та загони студентів-ополченців тримали оборону, і 11–13 серпня німецькі війська були зупинені і відкинуті майже до попереднього рубежу укріпленого району. З тих часів збереглись окопи на гребені пагорба, що заходить у глиб лісу. Поряд у 1972 році було встановлено пам'ятний знак. Того ж року ліс був оголошений пам'яткою садово-паркового мистецтва загальнодержавного значення.
У 1955–1958 роках у західній частині Голосіївського лісу було збудовано комплекс Виставки досягнень народного господарства УРСР (нині Національний експоцентр України).
Наприкінці 1957 року у північній частині Голосіївського лісу було закладено Голосіївський парк, у 1964 році він названий на честь українського поета Максима Рильського (1895–1964), який жив поруч із парком (зокрема, у 1959 році вийшла поетична збірка Рильського під назвою «Голосіївська осінь»).
У 1979 році на території сільськогосподарської академії (на розі вулиць Героїв оборони і Генерала Родимцева) було встановлено меморіальний комплекс воїнам, полеглим у роки війни 1941–1945 років.
Голосіївський ліс та Голосіївський парк імені Максима Рильського, облаштований у північній частині лісу, увійшли до складу регіонального ландшафтного парку «Голосіївський», створеного розпорядженням Київської міської держадміністрації № 352 від 25 грудня 1995 року.
Указом Президента України № 794/2007 від 27 серпня 2007 року було утворено національний природний парк «Голосіївський» площею 4521,29 га з підпорядкуванням його Міністерству охорони навколишнього природного середовища України.

## Установи на території лісу
Крім Голосіївської пустині та навчальних корпусів і гуртожитків Національного університету біоресурсів і природокористування України, у Голосіївському лісі розташовані також: Ботанічний сад Національного університету біоресурсів і природокористування України, Головна астрономічна обсерваторія НАН України, Клінічна лікарня «Феофанія» та Національний експоцентр України. На південній околиці — Музей народної архітектури та побуту України в селі Пирогові.

## Композиція лісу
Рельєф лісу почленований, є кілька ярів.
У лісі протікає Голосіївський струмок, на якому створено низку ставів — Голосіївські (Дідорівські) стави. У східній частині лісу — низка Китаївських ставів (біля місцевості Китаїв). Також у парку є низка Оріхуватських ставків на струмку Оріхуватка.

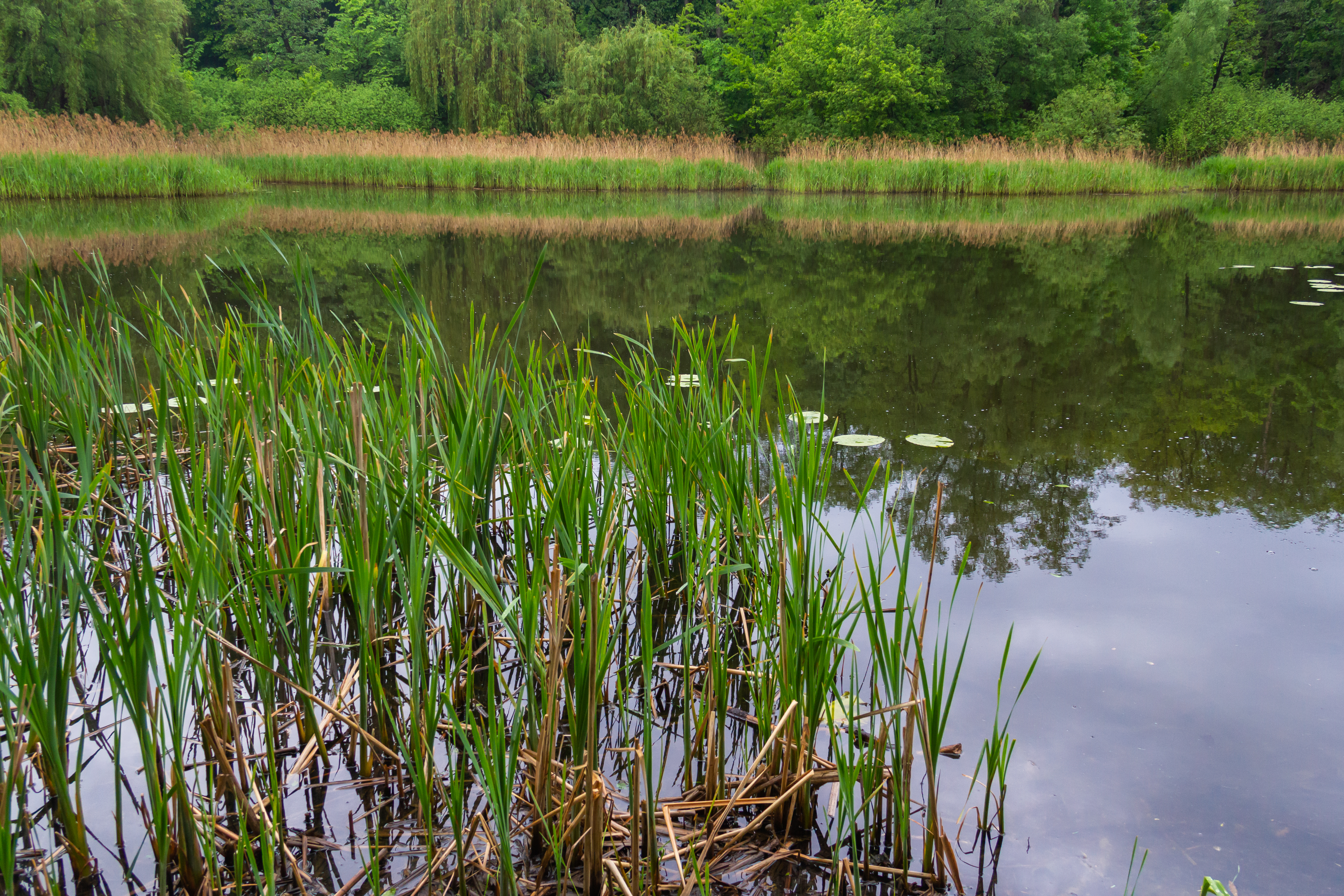
Оріхуватський став
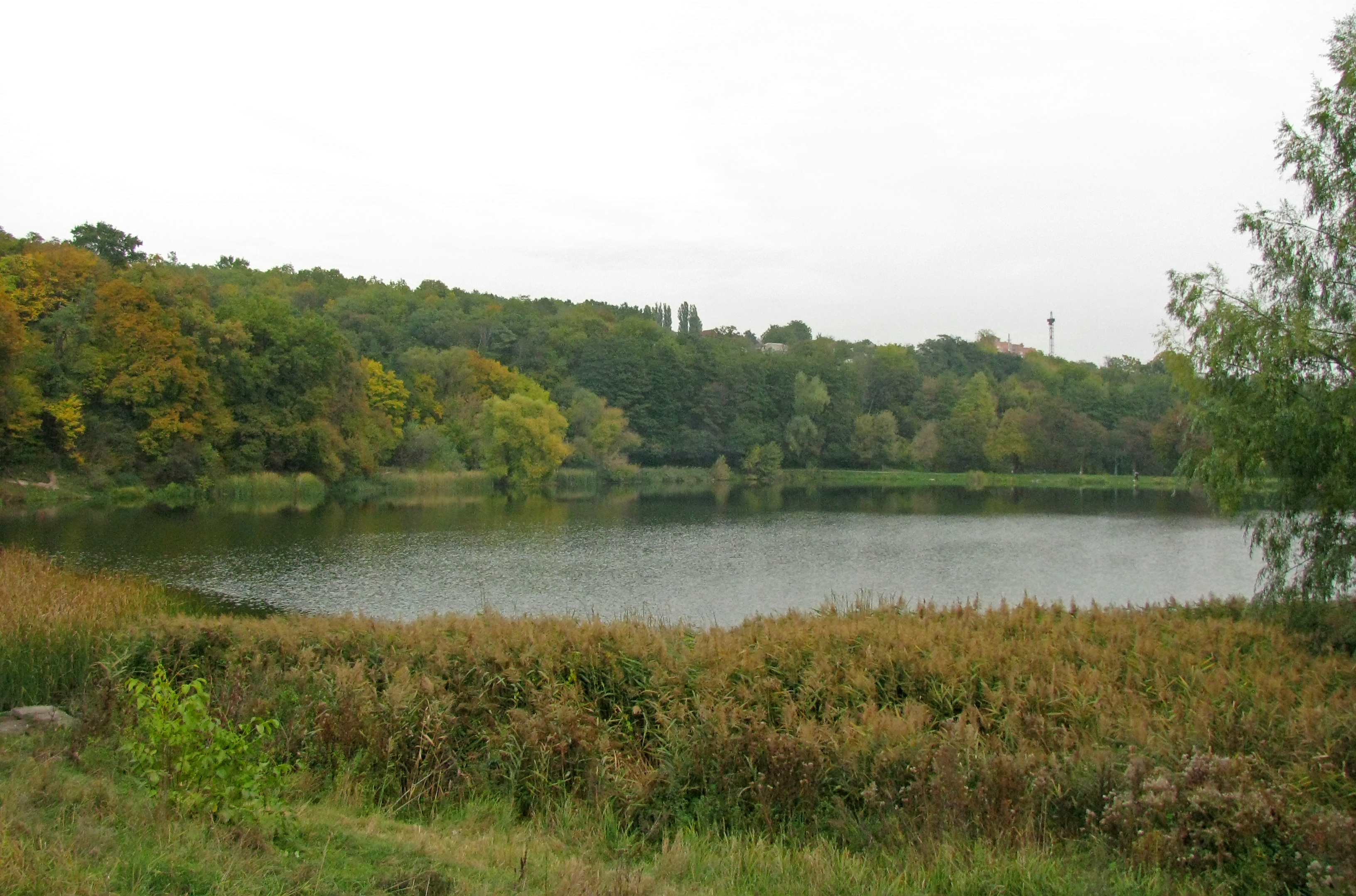
Дідорівський став
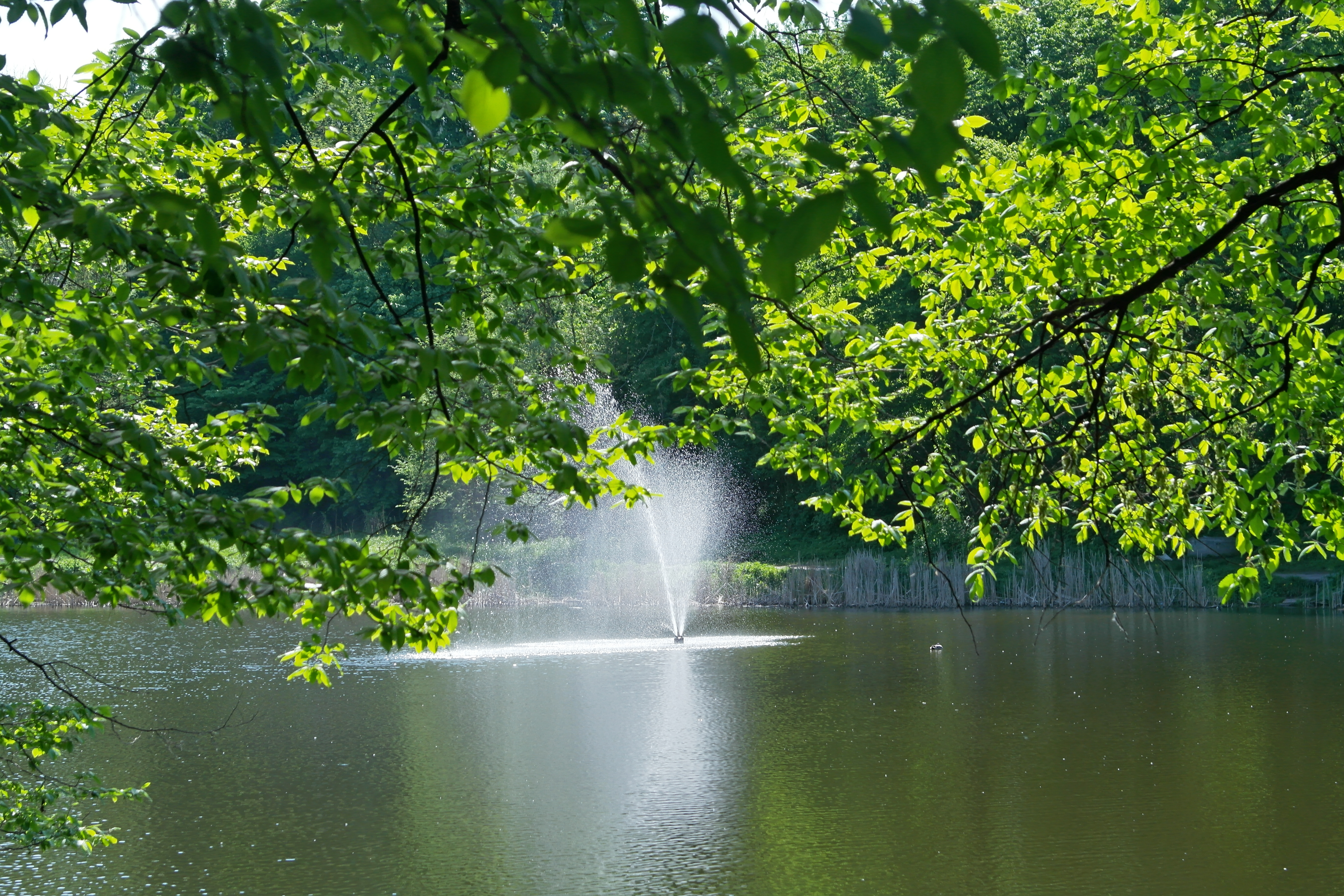
Один із Китаєвських ставків

## Флора
Рослинність Голосіївського лісу представлена переважно широколистяними лісами. Найбільшу площу займають грабово-дубові та грабові. Чисті дубові ліси нині трапляються на невеликих площах.
У першому деревному ярусі також трапляються ясен, липа, клен гостролистий, у другому — клен польовий, клен татарський, в'яз гірський (в'яз голий), модрина. У підліску зростають ліщина, бруслина європейська, бруслина бородавчаста, калина. У дубово-грабових та грабових ділянок трапляються весняні багаторічники — ефемероїдів. Серед них досить поширені анемона жовтецева, ряст ущільнений, трохи менше — ряст порожнистий, фрагментарно — проліска дволиста, зубниця бульбиста.
Подекуди збереглись старі, віком понад 300 років, дуби та липи. Невелику площу балок займають вільхові ліси.
Як і в інших дубово-грабових лісах поблизу Києва, у Голосіївському відбувається поступове витіснення більш світлолюбних дуба та ясена тіньовитривалими породами — насамперед грабом.
У Голосіївському лісі трапляються і рідкісні та малопоширені види рослин. Це занесені до Червоної книги України булатка довголиста, коручка чемерникоподібна, лілія лісова, любка дволиста, підсніжник звичайний.

## Фауна
На території Голосіївського лісу мешкають близько 30 видів ссавців, в основному дрібних: кріт європейський, мідиця звичайна, полівка європейська, вивірка лісова. У невеликій кількості трапляються їжак європейський, вуж звичайний, рясоніжка звичайна, лисиця руда, ласка, куниця кам'яна, два види вовчків (вовчок сірий та соня лісова), мишівка лісова, заєць сірий. Із птахів тут трапляються дрізд чорний, горобець, грак, сорока, сойка, крук, дятли, крижень, плиска біла, водяна курочка.
Із парнокопитних у лісі постійно мешкає тільки сарна європейська, хоча раніше тут часто відмічали також свиню дику і лося. З рідкісних видів тварин, занесених до Червоної книги України, зберігся горностай, рясоніжка мала, мідянка та низка видів кажанів, у тому числі нетопир малий, вечірниця руда, вухань бурий. Із регіонально рідкісних видів тут відомі борсук, полівка підземна, голуб-синяк.